# Rothmannia sootepensis
Rothmannia sootepensis är en måreväxtart som först beskrevs av William Grant Craib, och fick sitt nu gällande namn av Cornelis Eliza Bertus Bremekamp. Rothmannia sootepensis ingår i släktet Rothmannia och familjen måreväxter. Inga underarter finns listade i Catalogue of Life.